# Hareskov Sogn
Hareskov Sogn (indtil 1/10 2010 Hareskov Kirkedistrikt i Værløse Sogn) er et sogn i Ballerup-Værløse Provsti (Helsingør Stift). Sognet ligger i Furesø Kommune (Region Hovedstaden). Indtil Kommunalreformen i 2007 lå det i Værløse Kommune (Københavns Amt), og indtil Kommunalreformen i 1970 lå det i Smørum Herred (Københavns Amt). I Hareskov Sogn ligger Hareskov Kirke.